# Đi học
Đi học là một bài thơ thiếu nhi Việt Nam do Hoàng Minh Chính sáng tác. Được xuất bản lần đầu trong tập thơ "Mặt trời xanh" vào năm 1971 bởi Nhà xuất bản Kim Đồng. Bài thơ này đã được đưa vào chương trình giáo dục tiểu học ở Việt Nam và được phổ nhạc bởi nhạc sĩ Bùi Đình Thảo vào năm 1976, trở thành một trong những bài thơ phổ biến nhất Việt Nam hiện nay.

## Lịch sử
Bài thơ Đi học bắt đầu được Hoàng Minh Chính viết khi mới 15 tuổi với 4 khổ theo thể thơ ngũ ngôn. Sau đó ông gia nhập quân đội và những lúc rảnh lại thêm những khổ thơ mới. Những câu thơ trong Đi học chính là trải nghiệm tuổi thơ ấu của ông.
Năm 1969, trước khi hành quân vào Nam, Hoàng Minh Chính ghé qua Nhà xuất bản Kim Đồng và gửi cho nhà thơ Định Hải, biên tập viên nhà xuất bản, tập thơ của mình. Định Hải đã chọn được bài Đi học, biên tập từ 6 khổ thơ còn 5 khổ và thay đổi một số trật tự câu cú. Năm 1971, bài thơ được in trong tập thơ thiếu nhi Mặt trời xanh.

### Chuyển thể thành bài hát
Năm 1976, nhạc sĩ Bùi Đình Thảo tạo ra bài hát cùng tên và phổ nhạc từ lời bài thơ của Hoàng Minh Chính, vận dụng những giai điệu mang âm hưởng dân ca Tày, Nùng của vùng trung du Bắc Bộ. Bài hát vẫn phần lớn giữ nguyên nội dung ban đầu từ gốc bài thơ hoàn chỉnh. Từ đó trở đi nó gần như trở thành ca khúc của ngày tựu trường. Đi học có lẽ là tác phẩm xuất sắc nhất của ông.

## Đánh giá
Đi học luôn là bài hát thiếu nhi được yêu thích. Năm 2000 ca khúc Đi học đã được chọn vào danh sách 50 bài hát thiếu nhi (Việt Nam) hay nhất thế kỷ 20. Bài thơ này đã được đưa vào chương trình giáo dục ở Việt Nam trong tập 1 của SGK Tiếng Việt 2.